# Oxira suffusca
Oxira suffusca är en fjärilsart som beskrevs av Embrik Strand 1903. Oxira suffusca ingår i släktet Oxira och familjen nattflyn. Inga underarter finns listade i Catalogue of Life.